# Hold My Hand (Michael Jackson)
Hold My Hand è un brano musicale del cantautore statunitense Michael Jackson cantato in duetto con il cantautore statunitense Akon, pubblicato il 15 novembre 2010 come primo singolo estratto dal primo album postumo di Jackson, intitolato Michael.

## Descrizione
Nel corso del 2007 Michael Jackson stava lavorando alla realizzazione di un album celebrativo dei 25 anni dall'uscita di Thriller, chiamato Thriller 25 e pubblicato nel febbraio 2008, per il quale Akon registrò una nuova versione di Wanna Be Startin' Somethin', chiamata Wanna Be Startin' Somethin' 2008, con la partecipazione dello stesso Jackson.
Una volta finita la registrazione del brano, Akon propose a Jackson una canzone chiamata Hold My Hand da cantare in duetto, canzone che aveva originariamente scritto per Whitney Houston. Akon la propose come possibile primo singolo estratto dal suo prossimo album o, in alternativa, come primo, o uno dei singoli principali, dell'album a cui Jackson aveva iniziato a lavorare in Irlanda nel 2007 assieme ad alcuni musicisti e compositori, tra i quali Will.i.am.
La canzone, cantata in duetto con Akon, venne registrata nel corso del tardo 2007. Per registrare la voce di Jackson per la traccia, Akon si rivolse all'ingegnere di studio Mark Goodchild, che aveva già registrato la voce di Akon per la sua versione di Wanna Be Startin' Somethin' con Jackson, ma questa sarebbe stata la prima volta che il tecnico registrava il Re del Pop in persona. La voce di Jackson per Hold My Hand venne registrata a fine dicembre 2007 allo Studio X, uno studio di registrazione all'avanguardia situato al Palms Resort di Las Vegas, dove Jackson risiedeva all'epoca. La registrazione degli strumenti e il missaggio sarebbe poi proseguita ai Solitaire Studio, di Atlanta e altri.
Ciò nonostante, in fase ancora incompleta, la canzone iniziò a circolare illegalmente su internet sui siti di file sharing nel giugno del 2008. Akon dichiarò che venne fatta una stima dei download, che si aggiravano intorno agli oltre quindici milioni, rendendo pertanto inutile la sua pubblicazione. Jackson era devastato e sconvolto e, dato che amava l'effetto sorpresa sui suoi fan, decise che ormai la sorpresa era rovinata e l'accantonò. Anche il progetto del nuovo album rimase incompleto e Hold My Hand rimase incompiuta e allo stadio di demo (così come era emersa on-line) sino all'improvvisa morte di Michael Jackson sopraggiunta il 25 giugno 2009.
Poco dopo la sua morte, una raccolta di appunti personali di Jackson venne recuperata dalla sua abitazione tra cui vi erano diverse liste di canzoni su cui il cantante aveva pianificato di continuare a lavorare in vista del suo prossimo album; tra quei titoli c'era anche Hold My Hand.
Dopo la sua morte, la Sony Music decise di realizzare un album postumo con alcuni dei brani inediti che Jackson si era lasciato dietro e, seguendo in parte gli appunti lasciati da lui, Hold My Hand venne scelta come una delle tracce da inserire nell'album.
Il completamento venne effettuato da Akon nel corso del 2010. A differenza della versione che era emersa in rete, questa nuova versione contiene più versi cantanti da Jackson, un diverso arrangiamento, un'orchestra e diverse linee di coro aggiunte, inclusi un coro gospel cantato a cappella sul finale.
La presentazione della canzone venne effettuata il 15 novembre 2010 nelle radio internazionali, mentre la première era disponibile nel sito ufficiale.

## Video musicale
(Mark Pellington)
Il videoclip del brano venne girato a Tustin in California nel novembre 2010 con la regia di Mark Pellington e con le scene principali ambientate in un gigantesco hangar dell'ex base militare Marine Corps Air Station. La canzone è raccontata attraverso un montaggio di immagini di repertorio di Michael Jackson, tratte principalmente dal Live in Bucharest: The Dangerous Tour, ma anche da altri live del cantante come alcune immagini dall'HIStory World Tour, inframezzate dalle immagini di Akon e di persone di tutte le età e nazionalità, che rappresentano i fan e l'eredità del Re del Pop, che ballano e si tengono per mano.

## Successo commerciale
La canzone è stata una hit internazionale entrando nella top 10 in quindici nazioni come Austria, Belgio, Danimarca, Germania, Italia, Nuova Zelanda, Norvegia, Polonia, Regno Unito, Spagna, Svezia e Svizzera. Divenne inoltre il 48° singolo di Jackson ad entrare nella top 40 negli Stati Uniti, raggiungendo il numero 39 nella Billboard Hot 100.

## Classifiche

### Classifiche internazionali
| Classifiche (2010) | Posizione Massima |
| ------------------ | ----------------- |
| Australia          | 37                |
| Austria            | 9                 |
| Belgio (Fiandre)   | 10                |
| Belgio (Vallonia)  | 8                 |
| Canada             | 21                |
| Danimarca          | 3                 |
| Finlandia          | 16                |
| Francia            | 27                |
| Germania           | 18                |
| Irlanda            | 31                |
| Italia             | 4                 |
| Norvegia           | 9                 |
| Nuova Zelanda      | 7                 |
| Paesi Bassi        | 27                |
| Polonia            | 2                 |
| Regno Unito        | 10                |
| Repubblica Ceca    | 15                |
| Slovacchia         | 20                |
| Spagna             | 8                 |
| Stati Uniti        | 39                |
| Stati Uniti (R&B)  | 33                |
| Svezia             | 8                 |
| Svizzera           | 9                 |
| Ungheria           | 5                 |